# Al-Kafirun
Al-Kafirun “Os Incrédulos” (do árabe: سورة الكافرون) é a centésima nona sura do Alcorão e tem 6 ayats.Al-Kafirun “Os Incrédulos” (do árabe: سورة الكافرون) é a centésima nona sura do Alcorão e tem 6 ayats. Foi revelada quando o muçulmanos eram perseguidos pelos politeístas de Meca.
قُلۡ يَـٰٓأَيُّہَا ٱلۡڪَـٰفِرُونَ
Dize: Ó incrédulos! (1)
لَآ أَعۡبُدُ مَا تَعۡبُدُونَ
Não adoro o que adorais; (2)
وَلَآ أَنتُمۡ عَـٰبِدُونَ مَآ أَعۡبُدُ
Nem vós adorais o que adoro. (3)
وَلَآ أَنَا۟ عَابِدٌ۬ مَّا عَبَدتُّمۡ
E jamais adorarei o que adorais. (4)
وَلَآ أَنتُمۡ عَـٰبِدُونَ مَآ أَعۡبُدُ
Nem vós adorareis o que adoro. (5)
لَكُمۡ دِينُكُمۡ وَلِىَ دِينِ
Vós tendes a vossa religião e eu tenho a minha. (6).